# Leo Jakimič
Leo Jakimič (1950 – 27. srpna 2016) byl první československý medailista na mistrovství Evropy v jízdě na skibobech (1974), kde získal celkem pět medailí, třináctinásobný mistr Československa, mistr sportu, trenér, lyžař a tenista. Se svým synem zakladatel sklářské firmy Lasvit (2007).

## Skiboby
- ME: pět medailí, první československý medailista
- 1976: vítěz závodu Světového poháru v Zell am See
- Mistrovství Československa: 13 titulů

## Památka
V roce se 2016 se konal 1. ročníku Memoriálu Lea Jakimiče ve sportovním areálu Milten Sport Center v Milovicích, který založil v roce 1996.